# オクラホマ州副知事
オクラホマ州副知事 (Lieutenant Governor of Oklahoma) は、アメリカ合衆国オクラホマ州の副知事である。

## 一覧
| #  | 氏名                             | 任期            | 政党   | 知事                                                                                               |
| -- | -------------------------------- | --------------- | ------ | -------------------------------------------------------------------------------------------------- |
| 1  | ジョージ・W・ベラミー            | 1907年 - 1911年 | 民主党 | チャールズ・N・ハスケル                                                                            |
| 2  | J・J・マカレスター               | 1911年 - 1915年 | 民主党 | リー・クルース                                                                                     |
| 3  | マーティン・E・トラップ          | 1915年 - 1923年 | 民主党 | ロバート・L・ウィリアムズ ジェームズ・B・A・ロバートソン ジョン・C・ウォルトン                     |
|    | 空席                             | 1923年 - 1927年 |        | マーティン・E・トラップ                                                                            |
| 4  | ウィリアム・J・ホロウェイ        | 1927年 - 1929年 | 民主党 | ヘンリー・S・ジョンストン                                                                          |
|    | 空席                             | 1929年 - 1931年 |        | ウィリアム・J・ホロウェイ                                                                          |
| 5  | ロバート・バーンズ               | 1931年 - 1935年 | 民主党 | ウィリアム・H・マレー                                                                              |
| 6  | ジェームズ・E・ベリー            | 1935年 - 1955年 | 民主党 | E・ W・マーランド レオン・C・フィリップス ロバート・S・カー ロイ・J・ターナー ジョンストン・マレー |
| 7  | カウボーイ・ピンク・ウィリアムズ | 1955年 - 1959年 | 民主党 | レイモンド・D・ゲイリー                                                                            |
| 8  | ジョージ・ナイ                   | 1959年 - 1963年 | 民主党 | J・ハワード・エドモンドソン                                                                        |
| 9  | レオ・ウィンターズ               | 1963年 - 1967年 | 民主党 | ヘンリー・ベルモン                                                                                 |
| 10 | ジョージ・ナイ                   | 1967年 - 1979年 | 民主党 | デューイ・F・バートレット（共和党） デイヴィッド・ホール デイヴィッド・L・ボーレン                 |
| 11 | スペンサー・バーナード           | 1979年 - 1987年 | 民主党 | ジョージ・ナイ                                                                                     |
| 12 | ロバート・S・カー3世             | 1987年 - 1991年 | 民主党 | ヘンリー・ベルモン                                                                                 |
| 13 | ジャック・ミルドレン             | 1991年 - 1995年 | 民主党 | デイヴィッド・ウォルターズ                                                                         |
| 14 | メアリー・フォーリン             | 1995年 - 2007年 | 共和党 | フランク・キーティング ブラッド・ヘンリー（民主党）                                                |
| 15 | ジャリ・アスキンズ               | 2007年 - 2011年 | 民主党 | ブラッド・ヘンリー                                                                                 |
| 16 | トッド・ラム                     | 2011年 - 現在   | 共和党 | メアリー・フォーリン                                                                               |